# Didaché
Didaché je zkrácený řecký název, pod nímž je známo starokřesťanské dílo z 1. století – Učení Pána hlásané národům dvanácti apoštoly (Διδαχὴ τοῦ κυρίου διὰ τῶν δώδεκα ἀποστόλων τοῖς ἔθνεσιν, Didaché tú kýriú dia tón dódeka apostolón tois ethnesin).
Jedná se o nejdůležitější dokument poapoštolské doby a nejstarší svědectví o církevním právu.

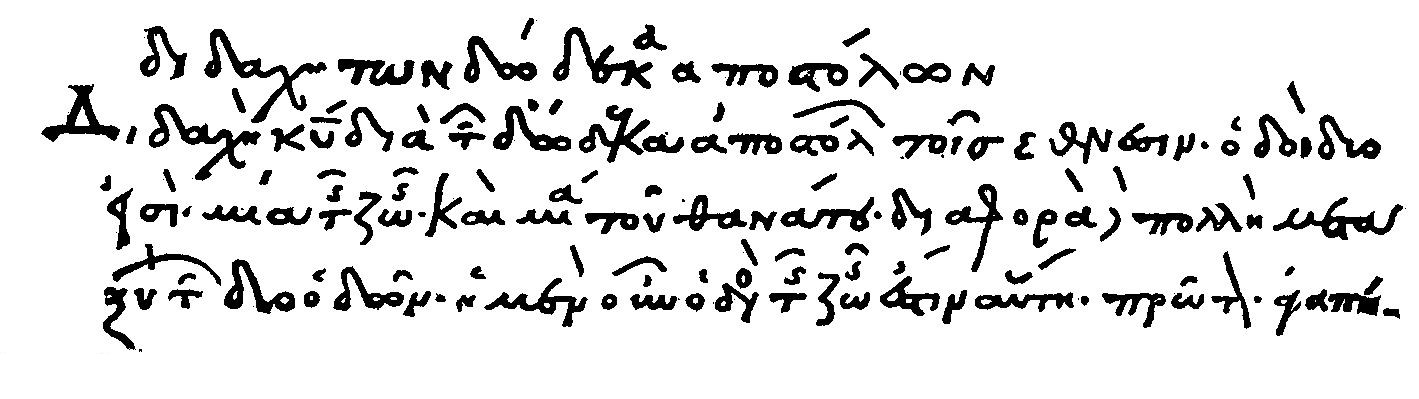
První řádky rukopisu obsahující Didaché z roku 1056

## Nález díla
Původní kodex, v němž byl spis objeven, začíná slovy: Διδαχὴ τῶν δώδεκα ἀποστόλων (Didaché tón dódeka apostolón), neboli Učení dvanácti apoštolů. Avšak delší název, totiž Διδαχὴ τοῦ κυρίου διὰ τῶν δώδεκα ἀποστόλων τοῖς ἔθνεσιν je zřejmě názvem, pod kterým bylo dílo ve starověku známo. Text samotný ovšem nedává žádný podnět k tomu, aby byl považován za dílo apoštolů. Autorovým záměrem však zřejmě bylo shrnout v krátkosti křesťanské učení.

## Historie díla
Až do roku 1883 bylo dílo známé jen z citací antických autorů. Někteří raně křesťanští autoři považovali Didaché za kanonický spis Nového zákona. Egyptští autoři jej často citovali ve 4. a 5. století. Citátů z Didaché používá též Eusebios z Kaisareie ve svých Církevních dějinách, spis se stal též základem 7. kapitoly Apoštolských konstitucí ze 4. století.
Dosud jediný známý úplný text nalezl až r. 1873 řecký metropolita v Nikomédii, Filotheos Bryennios, v Istanbulu v řeckém kodexu z roku 1057, který patřil jeruzalémskému patriarchátu, a r. 1883 jej zveřejnil. Později byly objeveny ještě dva fragmenty díla v řeckém papyru v Oxyrhynchu v Egyptě a koptském papyru z 5. století, který je uložen v Britském muzeu v Londýně.
Dílo významně prohloubilo a obohatilo znalosti počátků církve. Adolf Adam považuje Didaché za spis postihující raně křesťanskou praxi v rozmezí let 80 až 130.

## Obsah
Text je rozdělen do 16 kapitol, v nichž lze velmi zřetelně rozeznat dvě rozdílné části. První z nich (kap. 1–10) se zabývá především liturgickými zvyklostmi, druhá (11–15) pak disciplinárními nařízeními. Na tuto část pak navazuje kapitola (16) o Kristově paruzii a křesťanských povinnostech.
Liturgická část začíná (1–6) ponaučením pro katechumeny. Popis morálky vlastní křesťanům je zde vylíčen poměrně originálním způsobem navazujícím na 1. žalm a na výuku proselytů v helénistických synagogách: popisují se dvě cesty, jedna, která vede k životu a jedna, jež vede ke smrti. Stezka k životu je vylíčena (1,1-2) pomocí Ježíšova přikázání lásky k Bohu a bližnímu. Cesta ke smrti (5) vede skrze vraždy, cizoložství, žádostivosti, smilstva, krádeže, modloslužby, kouzla, věštění, loupeže, křivá svědectví, pokrytectví, podvod, povýšenectví, závist, domýšlivost, ziskuchtivost, sprosté řeči, žárlivost, drzost, honosení se, vychloubání.
Druhá část liturgické části se týká liturgické praxe prvotní církve. Nejprve se pojednává o křtu. Je zde zmíněn křest pomocí trinitární formule a křest politím jako jedna z alternativ. Středa a pátek jsou označeny za postní dny. Základ modlitby křesťana tvoří Otčenáš recitovaný třikrát denně. Kapitoly 9 a 10 pak zaznamenávají nejstarší eucharistické modlitby. Téma eucharistické hostiny a křtu je v díle vzájemně provázáno; nepokřtění jsou vyloučeni z eucharistického slavení. Eucharistie je označena jako duchovní pokrm a nápoj (πνευματικὴ τροφὴ καὶ ποτόν). Zdá se, že tento popis eucharistie se týká první eucharistie s nově pokřtěnými. Běžnou eucharistickou bohoslužbu pak popisuje kapitola 14; v tomto popisu je důležité označení eucharistie coby oběti (θύσια) a aluze na Malachiáše 1,10.

## Instituce rané církve obsažené vDidaché

### Vyznání hříchů
Výzva k vyznávání hříchů se v Didaché podle Quastena podobá spíše liturgické modlitbě (na způsob Confiteor), než skutečnému vyznávání, jak ukazuje 4,14: „Ve shromáždění se vyznej ze svých hříchů a nemodli se se špatným úmyslem.“

### Hierarchie
Žádný úsek Didaché nenasvědčuje tomu, že by se dal v prostředí, kde tento spis vznikl, předpokládat monarchický episkopát. Představitelé místních komunit jsou nazýváni ἐπίσκοποι a διάκονοι (episkopoi, diakonoi), avšak zůstává nejasné, zda tito ἐπίσκοποι mohli být to, co později známe jako biskupy či kněze.
Ustanovujte sobě vzkládáním rukou biskupy a jáhny, kteří by byli hodni Pána, muže laskavé, nemilující peníze, oddané a vyzkoušené. Oni vám totiž slouží toutéž službou jako proroci a učitelé. Nepřezírejte je tedy. Ctěte je stejně jako proroky a učitele. (Didaché 15,1-2)
Tento úryvek ukazuje na významné místo tzv. proroků, o nichž 13,3 hovoří: „To jsou vaši velekněží.“ Patří dokonce mezi ty, kdo jsou zmocněni, aby slavili eucharistii (10,7), náleží jim desátek z úrody (13,3-7). O tom, jak velké autority se těšili, hovoří výmluvně tento úryvek (11,11):
„Žádného proroka, považovaného za pravého, který po způsobu starých proroků koná symbolické úkony a nepřikazuje jednat tak, jak on činí, nesuďte, Bůh jej soudí.“
Kritika těchto proroků je dokonce považována za hřích proti Duchu svatému (11,7):
„Neodvažujte se zkoušet žádného proroka, jenž mluví v Duchu. Každý hřích bude totiž odpuštěn, tento však nikoli.“

## Teologie

### Ekleziologie
Didaché již počíná s ekleziologickým konceptem univerzální či všeobecné církve. Slovo ἐκκλησία (ekklésiá církev) neznamená pouze modlitební shromáždění věřících, ale také nový lid, který bude jednou tvořit Boží království. Základními atributy této církve jsou jednota (jedna) a svatost (svatá). Symbolem této jednoty je eucharistický chléb, který vzniká semletím velkého množství zrnek v jediné těsto (srov. Didaché 9,4; 10,5).

### Eschatologie
V Didaché se neustále prolíná eschatologické očekávání církve. Ukazují to především útržky eucharistické modlitby, která je součástí Didaché („Maran atha, Pán nechť přijde. Amen.“ 10, 6) a poslední kapitola spisu.

### Text díla
- Spisy apoštolských Otců. Praha: Ústřední církevní nakladatelství, 1971.
- Spisy apoštolských Otců. Varcl, L.; Drápal, D.; Sokol, J. [tr., ed.]. Praha: Ústřední církevní nakladatelství, 1986.
- Spisy apoštolských Otců. 2. vyd. Varcl, L.; Drápal, D.; Sokol, J. [tr., ed.]. Praha: Kalich, 2004. ISBN 80-7017-003-4.
- Didaché. Drda, Vratislav Antonij [tr.]. Hostinné: Stauros, 1994. ISBN 80-238-1735-3.